# Słownik biograficzny ziemi cieszyńskiej
Słownik biograficzny ziemi cieszyńskiej – czterotomowy słownik biograficzny autorstwa Józefa Golca i Stefanii Bojdy. Pierwszy tom został wydany w 1993, drugi w 1995, a trzeci – w 1998 roku (wszystkie nakładem własnym autorów). Trzy tomy zawierają w sumie 1234 biogramy, 873 podobizn oraz 346 faksymilii autografów. W 2014, z okazji 200-lecia śmierci ks. Leopolda Jana Szersznika, ukazał się tom czwarty – suplement, zawierający 383 biogramy (ponad 300 z wizerunkami), 84 faksymile autografów i kilkadziesiąt ilustracji koronkowych.